# Otschamtschire
Otschamtschire (georgisch ოჩამჩირე, abchasisch Очамчыра/Otschamtschyra, russisch Очамчира/Otschamtschira) ist eine Stadt in der umstrittenen Region Abchasien.

## Geografie
Otschamtschire ist der Hauptort der nach ihm benannten Munizipalität und liegt am Schwarzen Meer, etwa 50 km südöstlich der abchasischen Hauptstadt Sochumi. Das Stadtzentrum liegt etwa fünf Meter über dem Meeresspiegel.

## Geschichte

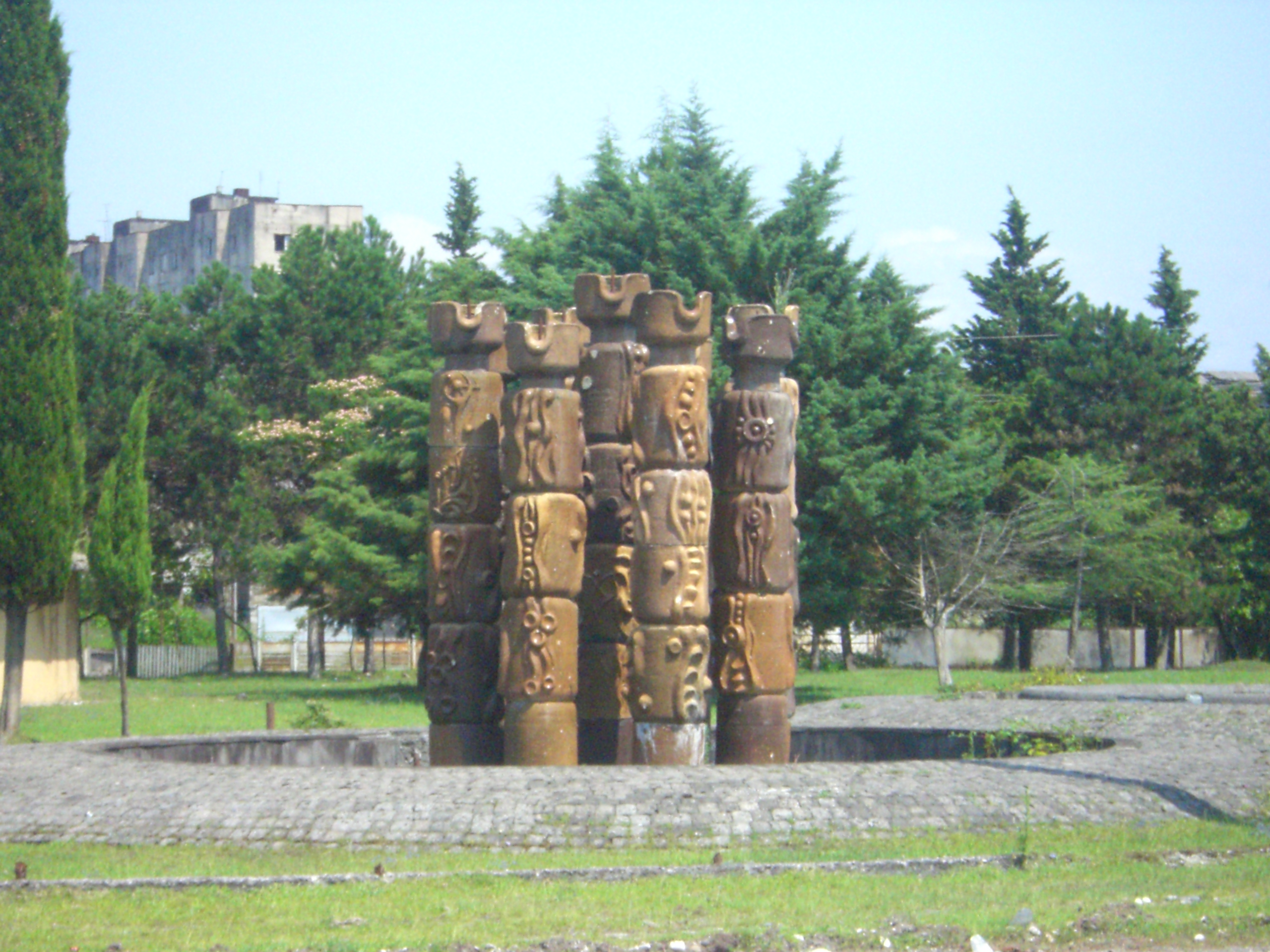
Brunnen in Otschamtschire

Otschamtschire wurde etwa im 5. Jahrhundert v. Chr. von griechischen Siedlern gegründet. In der Stadt bestand das Kriegsgefangenenlager 146 für deutsche Kriegsgefangene des Zweiten Weltkriegs. 1989 hatte Otschamtschire etwa 20.400 Einwohner. 2003 waren es nur noch 4700. Ein großer Teil der Bevölkerung ist während des georgisch-abchasischen Konflikts Anfang der 1990er Jahre aus der Stadt geflohen. Viele Flüchtlinge, v. a. aus der Volksgruppe der Mingrelier, sind bis heute nicht zurückgekehrt bzw. konnten nicht zurückkehren. In vielen Vierteln der Stadt prägen die verlassenen und dem Verfall preisgegebenen Häuser der Flüchtlinge das Straßenbild.
Seit 2009 gibt es in Otschamtschira einen Stützpunkt der russischen Küstenwache.
Der defacto-Präsident von Abchasien, Aslan Bschania, schloss im November 2023 mit Russland ein Abkommen über die Einrichtung eines ständigen Stützpunktes der russischen Marine in der Region Otschamtschire. Es soll die neue Basis der russischen Schwarzmeerflotte werden.

## Wirtschaft und Verkehr
Die Wirtschaft in Otschamtschire ist nicht mehr so industriell geprägt, wie in der Zeit der Sowjetunion. Die bewaffneten Auseinandersetzungen nach deren Zerfall haben die Industrieanlagen stark in Mitleidenschaft gezogen. Ein Wiederaufbau ist aufgrund der fehlenden Mittel und des Wegbrechens der alten Märkte nur sporadisch erfolgt. Die alten Industrieanlagen stehen heute überwiegend als ausgeplünderte Ruinen herum.
Die traditionell starke Landwirtschaft der Region um Otschamtschire, nach dem Niedergang der Industrie nun wichtigster Erwerbszweig, widmet sich stark dem Anbau von Tee. Daher befindet sich dort auch die größte Teeverpackungsfabrik Abchasiens.
Der Tourismus, einst eine nicht unerhebliche Einnahmequelle in der Stadt, belebt sich nur sehr allmählich wieder. Die einstmals recht entwickelte touristische Infrastruktur ist weitestgehend verkommen und wird aufgrund der geringen zur Verfügung stehenden öffentlichen Mittel mit Mühen auf einem bescheidenen Niveau aufrechterhalten.
Otschamtschire liegt an der Hauptstrecke der Abchasischen Eisenbahn, deren Betrieb über Sochumi hinaus jedoch zurzeit eingestellt ist. Die Bahnanlagen sind verfallen, teilweise demontiert. Eine Stichstrecke führt zur Hauptstadt des benachbarten Rajons Tkwarcheli. Auch deren Zustand ist katastrophal.
Die Stadt liegt an der georgischen Nationalstraße S 1 beziehungsweise der russischen Fernstraße M27, die von der Grenze zu Russland über Sochumi nach Tiflis führt. Der Bau einer Ortsumgehung hält den ohnehin bescheidenen Durchgangsverkehr aus der Stadt mit einem sich in einem äußerst maroden Zustand befindenden Straßennetz fern. Über diese Fernstraße ist Otschamtschire an das überregionale Bus- und Minibus-Netz angeschlossen.

## Söhne und Töchter der Stadt
- Ilia Wekua (1907–1977), Mathematiker
- Walter Sanaja (1925–1999), Fußballspieler
- Nijasbei Dsjapschipa (1927–1993), Fußballspieler
- Wladimir Marganija (1928–1958), Fußballspieler
- Nugsar Aschuba (* 1952), Politiker
- Witali Darasselia (1957–1982), Fußballspieler
- Mirab Kischmarija (* 1961), Politiker; Verteidigungsminister der Republik Abchasien
- Ketewan Arachamia-Grant (* 1968), Schachspielerin
- Irakli Kwekweskiri (* 1990), Fußballspieler
- Irakli Logua (* 1991), russischer Fußballspieler abchasischer Abstammung